# Tushingham cum Grindley
Tushingham cum Grindley is een civil parish in het bestuurlijke gebied Cheshire West and Chester, in het Engelse graafschap Cheshire met 187 inwoners.